# Eukoenenia roscia
Espèce
Eukoenenia roscia est une espèce de palpigrades de la famille des Eukoeneniidae.

## Distribution
Cette espèce est endémique du Piémont en Italie. Elle se rencontre dans la Grotta delle Fornaci à Rossana.

## Description
La femelle holotype mesure 1,96 mm et le mâle 1,835 mm

## Publication originale
- Christian, Isaia, Paschetta & Bruckner, 2014 : Differentiation among cave populations of the Eukoenenia spelaea species-complex (Arachnida: Palpigradi) in the southwestern Alps. Zootaxa, no 3794 (1), p. 52–86 (texte original).